# Świbin (przystanek kolejowy)
Świbin – zlikwidowany przystanek Gryfickiej Kolei Wąskotorowej, w województwie zachodniopomorskim, w Polsce.